# Баргузинска котловина
Баргузинската котловина (на руски: Баргузинская котловина) е междупланинска котловина в Забайкалието, в северозападната част на Република Бурятия, разположена между Баргузинския хребет на запад и Икатския хребет на изток. Простира се от юг-югозапад на север-североизток на протежение над 200 km и ширина до 35 km. Надморската ѝ височина варира от 470 m на юг до 600 m на север. Котловината е северен „остров“ на степни и лесостепни ландшафти заобиколени от планинската тайга на Забайкалието. Централната, ниска част на котловината представлява блатно-ливадна крайречна равнина с ширина до 15 km. Дяснобрежието на река Баргузин е наклонена равнина с относителна височина 100 – 200 m, запълнена с наносни конуси, спускащи се от Баргузинския хребет и заета от лесостепи и борови гори. Лявобрежието е с много по-равна повърхност с дребноливадни злакови степи, сменящи се с участъци от редки борови гори и пасища. На североизток преобладават лиственично-боровите гори. Голяма част от степните пространства се обработват или се използват за летни пасища.

## Топографска карта
- N-49-А, М 1:500 000[2]
- N-49-Б, М 1:500 000[3]
- N-49-В, М 1:500 000[4]